# Parlament der Cayman Islands
Das Parliament of the Cayman Islands ist das Parlament des Einkammersystems des Britischen Überseegebiets der Cayman Islands. Es besteht aus 21 Mitgliedern: 19 gewählten Mitglieder, die auf vier Jahre gewählt werden, und zwei Mitgliedern ex officio.
Der Gouverneur darf zu jeder Zeit durch Proklamation das Parlament vertagen oder auflösen. Der Gouverneur löst das Parlament nach Ablauf von vier Jahren ab dem Datum auf, an dem das Parlament nach einer allgemeinen Wahl zum ersten Mal zusammentritt, es sei denn, es wurde früher aufgelöst. Innerhalb von zwei Monaten nach jeder Auflösung des Parlaments soll eine allgemeine Wahl stattfinden, die der Gouverneur per Proklamation ernennt. Die erste Sitzung jedes Meeting des Repräsentantenhauses soll per Proklamation an dem Tag abgehalten werden, den der Gouverneur bestimmt. Eine Sitzung besteht in der Regel aus vier Meetings. Eine Sitzung besteht aus mehreren Meetings.
In den Wahlen am 8. November 2000 wurden bei einer Wahlbeteiligung von 80 % ausschließlich Parteilose gewählt. Nach der Wahl gründeten konservative Parlamentsabgeordnete die United Democratic Party. Als Reaktion darauf formierte sich die konservative sozialdemokratische People’s Progressive Movement, welche die anschließende Wahl gewann. Die United Democratic Party ist seitdem zusammengebrochen, und ehemalige Mitglieder haben sich entweder aus der Politik zurückgezogen oder sind unabhängig geworden.

## Geschichte
Das erste Treffen zur Erörterung der möglichen gesetzgeberischen Zukunft der Cayman Islands fand am 5. Dezember 1831 im Pedro St. James Castle statt, einem großen Haus in der fruchtbaren Gegend von Savannah auf Grand Cayman. Dieses Gebäude ist der Ursprungsort der parlamentarischen Anfänge auf den Cayman Islands.
Im Jahr 1909 tagte die sogenannte gesetzgebende Versammlung (Legislative Assembly of Justices and Vestry) im Gerichtsgebäude am Wasser, dem heutigen Sitz des Cayman Islands National Museum, an der Hog Sty Bay und dem Ankunftsterminal für Passagierschiffe. Das Gebäude diente als Sitz der Regierung, des Gerichts und der Legislative.
Das heutige Parlamentsgebäude wurde an der Stelle des ehemaligen Princess Royal Park errichtet. Der Gebäudeentwurf war Gegenstand einiger Kontroversen, nachdem der Entwurf im Rahmen eines internationalen Architekturwettbewerbs ausgewählt worden war. Da es sich um das erste öffentliche Gebäude aus gegossenem Beton auf den Cayman-Inseln handelte, waren moderne Techniken noch nicht im Einsatz. Der Beton wurde auf der Straße gemischt und von einer Eimerbrigade Eimer für Eimer gegossen. Der Grundstein wurde am 29. September 1971 von Capitain Rayal Brazly Bodden, MBE, JP, gelegt. Das Gebäude wurde im Juli 1972 fertiggestellt.
Bis 2003 wurde der Platz für die Legislative zu klein und das Gebäude musste renoviert werden. Die Reparatur- und Sanierungsarbeiten am Gebäude begannen im Februar 2003. Durch Neugestaltung wurde mehr Platz geschaffen und Teile des Innenraums, einschließlich der Hauptkammer, wurden renoviert und neu ausgestattet.
Das neu renovierte und erweiterte Gebäude wurde mit der Eröffnung der Legislaturperiode am 2. Juli 2004 eingeweiht, zwei Monate vor Hurrikan Ivan, der Grand Cayman innerhalb von zwei Tagen (11.–12. September 2004) fast vollständig verwüstete. Das Parlamentsgebäude überstand den Sturm mit geringfügigen Schäden am Dach.
Neunzehn Mitglieder (Abgeordnete des Parlaments, Abgeordnete) werden derzeit nach dem Prinzip der Wahlgleichheit („Eine Person, eine Stimme“ -one person, one vote) gewählt, gemäß einer Constitution Order (Verfassungsgesetz) aus dem Jahr 2015. Diese ersetzte das Wahlsystem aus der Verfassungsänderung von 2009 (wo 18 Mitglieder aus fünf Mehr- und zwei Einzelwahlkreisen gewählt wurden). Die beiden Mitglieder ex officio, der Stellvertretende Gouverneur und der Attorney General 8Generalstaatsanwalt, werden vom Gouverneur der Cayman Islands ernannt.
Am 3. Dezember 2020 wurde die Gesetzgebende Versammlung (Legislative Assembly) durch die Cayman Islands Constitution (Amendment) Order 2020 in Parlament der Cayman Islands umbenannt.

## Mitglieder
- Hon. Franz Manderson, MBE: Deputy Governor; First Official Member, Verantwortlich für Außenangelegenheiten
- Hon. Samuel Bulgin, JP, Queen’s Counsel (QC): Attorney General; Second Official Member, Verantwortlich für Rechtsangelegenheiten

## Gewählte Mitglieder

### Speaker of the Parliament of the Cayman Islands
| Mitglied                            | Mitglied                  | Rolle                     | Distrikt |
| ----------------------------------- | ------------------------- | ------------------------- | -------- |
| People’s Progressive Movement (PPM) | Hon. Sir Alden McLaughlin | Speaker of the Parliament | Red Bay  |

### Kabinettsminister
| Mitglied                      | Mitglied                       | Rolle | Distrikt            |
| ----------------------------- | ------------------------------ | --- | ------------------- |
| United Peoples Movement (UPM) | Hon. Juliana O’Connor-Connolly | Premier of the Cayman Islands; Minister for Finance, Education, District Administration, Lands and Cabinet Office | Cayman Brac East    |
| UPM                           | Hon. Andre Ebanks              | Deputy Premier; Minister for Financial Services and Commerce, and Investment, Innovation and Social Development   | West Bay South      |
| UPM                           | Hon. Kenneth Bryan             | Minister for Tourism and Ports                                                                                    | George Town Central |
| UPM                           | Hon. Katherine Ebanks-Wilks    | Minister for Sustainability and Climate Resiliency                                                                | West Bay Central    |
| UPM                           | Hon. Johanny Ebanks            | Minister for Planning, Agriculture, Housing, and Infrastructure                                                   | North Side          |
| UPM                           | Hon. Isaac Rankine             | Minister for Youth, Sports and Heritage                                                                           | East End            |
| UPM                           | Hon. Sabrina Turner            | Minister for Health and Wellness; Minister for Home Affairs                                                       | Prospect            |
| UPM                           | Hon. Dwayne Seymour            | Minister for Border Control and Labour                                                                            | Bodden Town East    |

### Backbenchers
| Mitglied   | Mitglied                   | Rolle | Distrikt       |
| ---------- | -------------------------- | --- | -------------- |
| UPM        | Hon. Heather Dianne Bodden | Deputy Speaker of Parliament Parliamentary Secretary to the Ministries of Tourism and Ports and Social Development | Savannah       |
| UPM        | Hon. Bernie Bush           | | West Bay North |
| unabhängig | Mr. Wayne Panton           | | West Bay North |
| UPM        | Hon. McKeeva Bush          | Parliamentary Secretary                                                                                            | West Bay West  |

### Opposition
| Mitglied   | Mitglied                 | Rolle                           | District                           |
| ---------- | ------------------------ | ------------------------------- | ---------------------------------- |
| PPM        | Hon. Roy McTaggart       | Leader of the Opposition        | George Town East                   |
| PPM        | Hon. Joseph Hew          | Deputy Leader of the Opposition | George Town North                  |
| PPM        | Mr. Moses Kirkconnell    |                                 | Little Cayman and Cayman Brac West |
| PPM        | Mr. David Wight          |                                 | George Town West                   |
| PPM        | Ms. Barbara Conolly      |                                 | George Town South                  |
| Unabhängig | Mr. Christopher Saunders |                                 | Bodden Town West                   |